# Sidney Lanfield
Sidney Lanfield est un scénariste et réalisateur américain, né le 20 avril 1898 à Chicago (Illinois), et mort le 20 juin 1972 à Marina Del Rey (Californie).

## Filmographie

### Scénariste
- 1926 : Gold Widows (court métrage) d'Alfred Davis et Max Gold
- 1928 : Une fille dans chaque port (A Girl in Every Port) de Howard Hawks
- 1928 : Don't Marry de James Tinling
- 1928 : Après la rafle (Romance of the Underworld) d'Irving Cummings
- 1928 : The Bath Between (court métrage) de Benjamin Stoloff
- 1928 : Mind Your Business (court métrage) de Benjamin Stoloff
- 1929 : Knights Out (court métrage) de Norman Taurog
- 1929 : Hired and Fired (court métrage) de Norman Taurog
- 1929 : Big Time de Kenneth Hawks
- 1929 : Happy Days de Benjamin Stoloff
- 1934 : Dos mas uno dos de John Reinhardt

### Comme réalisateur
- 1930 : El barbero de Napoléon
- 1930 : Cheer Up and Smile
- 1931 : Three Girls Lost
- 1931 : Hush Money
- 1932 : Dance Team
- 1932 : Society Girl
- 1932 : Hat Check Girl
- 1933 : Mystérieux Week-end (Broadway Bad)
- 1934 : L'Étoile du Moulin-Rouge (Moulin Rouge)
- 1934 : La Maison des Rotschild (The House of Rotschild) (non crédité)
- 1934 : The Last Gentleman
- 1935 : Hold 'Em Yale
- 1935 : Mexico et retour (Red Salute)
- 1935 : Le Roi du burlesque (King of Burlesque)
- 1936 : Half Angel
- 1936 : Chante, bébé, chante ! (Sing, Baby, Sing)
- 1936 : Tourbillon blanc (One in a Million)
- 1937 : Le Prince X (Thin Ice)
- 1937 : Fantôme radiophonique (Wake Up and Live)
- 1937 : Yvette Yvette (Love and Hisses)
- 1938 : Adieu pour toujours (Always Goodbye)
- 1939 : Le Chien des Baskerville (The Hound of the Baskerville)
- 1939 : La Fille du nord (Second Fiddle)
- 1939 : Swanee River
- 1941 : L'Amour vient en dansant (You'll Never Get Rich)
- 1942 : Espionne aux enchères (The Lady Has Plans)
- 1942 : La Blonde de mes rêves (My Favorite Blonde)
- 1943 : The Meanest Man in the World
- 1943 : Let's Face It
- 1944 : L'Amour cherche un toit (Standing room Only)
- 1944 : La Princesse et le Pirate (The Princess and the Pirate) (non crédité)
- 1945 : L'Or et les Femmes (Bring on the Girls)
- 1946 : Champagne pour deux (The Well-Groomed Bride)
- 1947 : The Trouble with Women
- 1947 : À vos ordres ma générale (Where There Is Life)
- 1948 : La Cité de la peur (Station West)
- 1949 : Un crack qui craque (Sorrowful Jones)
- 1951 : Le Môme boule-de-gomme (The Lemon Drop Kid)
- 1951 : À l'assaut de la gloire (Follow the sun)
- 1952 : Des jupons à l'horizon (Skirts Ahoy !)